# Agnes Polentari
Agnes Polentari OCist (* 1676 in Freiburg im Breisgau; † 26. Dezember 1726 in Lichtenthal) war eine deutsche Zisterzienserin und von 1720 bis 1726 Äbtissin des Zisterzienser-Klosters Lichtenthal.

## Leben
Anges Polentari stammte aus Freiburg im Breisgau und war eine eheliche Tochter des Rathsherrn Johann Wilhelm Polentari. Ihre Wahl zur 32. Äbtissin des Klosters  Lichtenthal erfolgte am 8. März 1720, womit sie die Nachfolge der am 2. März 1720 verstorbenen Euphrosina Lorenz antrat. 1724 ließ sie die Klosterkirche renovieren, den Frauenchor erhöhen und mit einem neuen Dach versehen, sowie einen neuen Hochaltar und eine Orgel anschaffen. In Rastatt als auch in Pforzheim ließ sie neue Pfarrhäuser errichten. Im Kloster wurden ferner eine neue Mühle gebaut, ein großer Garten angelegt, der von einer Mauer umfasst wurde und zur Zierde einen eigenen Springbrunnen mit Kanal bekam. Äbtissin Agnes starb 51-jährig und im 29. Jahr ihrer Profess am 26. Dezember 1726.